# Dirshacris
Dirshacris is een geslacht van rechtvleugeligen uit de familie veldsprinkhanen (Acrididae). De wetenschappelijke naam van dit geslacht is voor het eerst geldig gepubliceerd in 1959 door Brown.

## Soorten
Het geslacht Dirshacris  is monotypisch en omvat slechts de volgende soort:
- Dirshacris aridus (Brown, 1959)